# Степановка (Иркутская область)
Степановка — деревня в Иркутском районе Иркутской области России. Входит в состав Гороховского муниципального образования. Находится примерно в 60 км к северу от районного центра.

## Население
| 2002 | 2010 | 2011 | 2012 |
| ---- | ---- | ---- | ---- |
| 237  | ↘200 | ↗201 | ↘199 |

По данным Всероссийской переписи, в 2010 году в деревне проживало 200 человек (91 мужчина и 109 женщин).